# 丹尼洛沃湖
丹尼洛沃湖是俄羅斯的湖泊，由新西伯利亞州負責管轄，長0.8公里、寬0.5公里，直徑約1公里，最大水深17米，湖邊長滿香蒲、松、樺木和楊樹。
56°25′35″N 75°50′24″E / 56.4264°N 75.84°E